# Gerben Bergstra
Gerben Bergstra (Abbega, 22 augustus 1934) is een Nederlands organist.

## Levensloop

### Opleiding
Bergstra werd geboren in Abbega en groeide op in een gereformeerd gezin. Zijn eerste orgellessen kreeg hij op zes-jarige leeftijd van zijn latere zwager Feite van der Veen die in organist gereformeerde kerk van Oosthem was. Na de Tweede Wereldoorlog behaalde hij zijn mulo-diploma in Sneek. Hij ging zich toeleggen op orgelmuziek en hij volgde orgellessen bij de Sneker organist Rusticus. Hierbij legde hij het Staatsdiploma A (theorie) af. Na orgellessen gevolgd te hebben bij Piet Post uit Leeuwarden, bij wie hij in 1962 het praktische gedeelte van staatsdiploma A afrondde, volgende hij later nog orgellessen bij Wim van Beek en Cor Kee en studeerde aansluitend koordirectie aan het Gemeentelijk Muziekinstituut in Leeuwarden. Daarna volgde hij in Den Haag nog gastcolleges van de Noord Duitse componist Kurt Thomas.

### Loopbaan
Bergstra werd in 1952 benoemd tot organist van de gereformeerde kerk in Oudega. Hij begon zijn dirigeerdebuut op jonge leeftijd. Zijn officiële dirigeerdebuut vond plaats in 1976. Zijn eerste concert gaf hij met de Toonkunstkoor Heerenveen. Hij speelde hierbij de compositie Messiah van de barrokcomponist Georg Friedrich Händel. Hij was in die zelfde tijd ook dirigent van de Christelijk Onderwijzersverbond in Drachten en Heerenveen. Tevens was hij leraar muziek op verschillende scholen waaronder de Chr. L.T.S. in Sneek en Leeuwarden en later bij het toenmalige Ichthus College in Drachten (nu: CSG Liudger). Daarnaast was hij ook vaste organist van de Doopsgezinde gemeente in Leeuwarden en dirigeerde daar het koor. Tevens heeft hij vele malen de Mattheüs Passion uitgevoerd. In 1991 ging hij met pensioen.
In 2006 werd Bergstra benoemd tot Lid in de Orde van Oranje-Nassau.

## Bladmuziek
- (1960) O God, die onze vader zijt
- (1960) Gezang 20
- (1960) Gezang 135
- (1960) Gezang 148
- (1965) Gezang 128